# RS-815
Pour les articles homonymes, voir Route 815.
La RS-815 est une route locale du Nord-Est de l'État du Rio Grande do Sul qui relie la BR-116, depuis la municipalité de São Marcos, au district de Criúva de la commune de Caxias do Sul. Elle est longue de 16,940 km.